# Leucochrysa incognita
Leucochrysa incognita är en insektsart som beskrevs av De Freitas och Penny 2001. Leucochrysa incognita ingår i släktet Leucochrysa och familjen guldögonsländor. Inga underarter finns listade i Catalogue of Life.